# Rhätische Bahn
De Rhätische Bahn (Italiaans: Ferrovia Retica, Reto-Romaans: Viafier Retica, afgekort RhB), ook wel die "Kleine Rote" genoemd, is een Zwitserse spoorwegmaatschappij die alle treinroutes in het kanton Graubünden opereert met uitzondering van de verbindingen naar bestemmingen buiten het kanton. De spoorwegmaatschappij komt voort uit de door de Nederlander Willem Jan Holsboer in 1888 opgerichte Schmalspurbahn Landquart–Davos AG, die in 1895 de naam veranderde naar Rhätische Bahn.
Vanwege het bergachtige terrein maakt de RhB volledig gebruik van smalspoor maar zonder tandrad. Ook zijn de nodige bijzondere viaducten en keertunnels aangelegd om het landschap te bedwingen wat geresulteerd heeft in een aantal spectaculaire trajecten. In 2008 werden twee spoorlijnen van de RhB door UNESCO op de Werelderfgoedlijst geplaatst: de Albulabahn en de Berninabahn.
De RhB is een van de vele private spoorwegmaatschappijen van Zwitserland. Deze private maatschappijen exploiteren meestal regionale spoorlijnen. “Privaat” moet overigens met een korrel zout worden genomen, aangezien de meeste maatschappijen geheel of gedeeltelijk in handen van de regionale overheden zijn. Zo ook de RhB, die bijna geheel het eigendom is van het kanton Graubünden. Naast personenvervoer biedt de RhB ook speciale toeristische diensten aan zoals de Glacier Express, ritten met historische treinen, dinerritten en meerdaagse nostalgiereizen in gerestaureerde Pullmanrijtuigen.

## Geschiedenis
Tot laat in de negentiende eeuw was Graubünden een afgelegen en geïsoleerd deel van Zwitserland. Rond deze tijd kwam het toerisme naar de Alpen op gang, mede vanwege de vermeende heilzame werking van de berglucht. Toen natuurlijk alleen nog bedoeld voor de zeer welgestelden, die zich vakantiereizen konden veroorloven. Het dorp Davos groeide uit tot een van de eerste vakantieoorden van de streek waar ook de nodige sanatoria werden gesticht. Pionier op dit gebied was de Nederlander Willem Jan Holsboer uit Zutphen, die enkele hotels in Davos begon. Een groot probleem bij de ontwikkeling van het dorp was het feit dat het moeilijk te bereiken was. Dat merkte Holsboer maar al te goed toen zijn vrouw in een Zwitsers Sanatorium werd opgenomen. Hij bedacht dat een spoorlijn het toerisme zou kunnen stimuleren en richtte de Schmalspurbahn Landquart – Davos op. In 1889 was het eerste gedeelte al gereed, van Landquart in het Rijndal naar Klosters. Een jaar later was het mogelijk om Davos per trein te bereiken.
De door hem gerealiseerde spoorlijn tussen Landquart en Davos is het begin van het huidige RhB-net. Holsboer heeft in 1890 een uitgewerkte studie en planning gereed voor de bouw van de Scalettabahn, waarmee hij de spoorlijn vanuit Davos met het Engadin en zelfs verder naar Chiavenna in Italië wilde verbinden. De plannen werden door de bevolking in Graubünden in een referendum verworpen ten gunste van de Albulabahn. Als sportief verliezer zette Holsboer zich daarna in voor de bouw van dit alternatief. De voltooiing ervan heeft hij niet meer meegemaakt want hij stierf voor het gereedkomen van de Albulabahn aan de gevolgen van een beroerte. De plannen voor de Scalettabahn zijn bewaard gebleven.
De spoorlijn zou aansluiten op de reeds in 1889 in gebruik genomen spoorlijn Landquart – Davos. Vanuit Davos had men de mogelijkheid om door twee dalen te gaan. Het kortere Dischmadal en het langere Sertigdal. Het Dischmadal was echter wat lawines betreft gevaarlijker. Uit de plannen blijkt niet welke van de dalen zou zijn gekozen, echter uit het spoorbaanprofiel blijkt dat is uitgegaan van de variant via het Sertigdal. De stijging vanuit Davos tot aan het tunnelportaal bedroeg ongeveer 45‰. Er hoefden niet, zoals bij de Albulabaan, allerlei klim- en keertunnels gebouwd te worden, dit omdat men in het Sertigdal de normale landschapsvorm en de natuurlijke stijging van het dal kon gebruiken voor de spoorlijn.

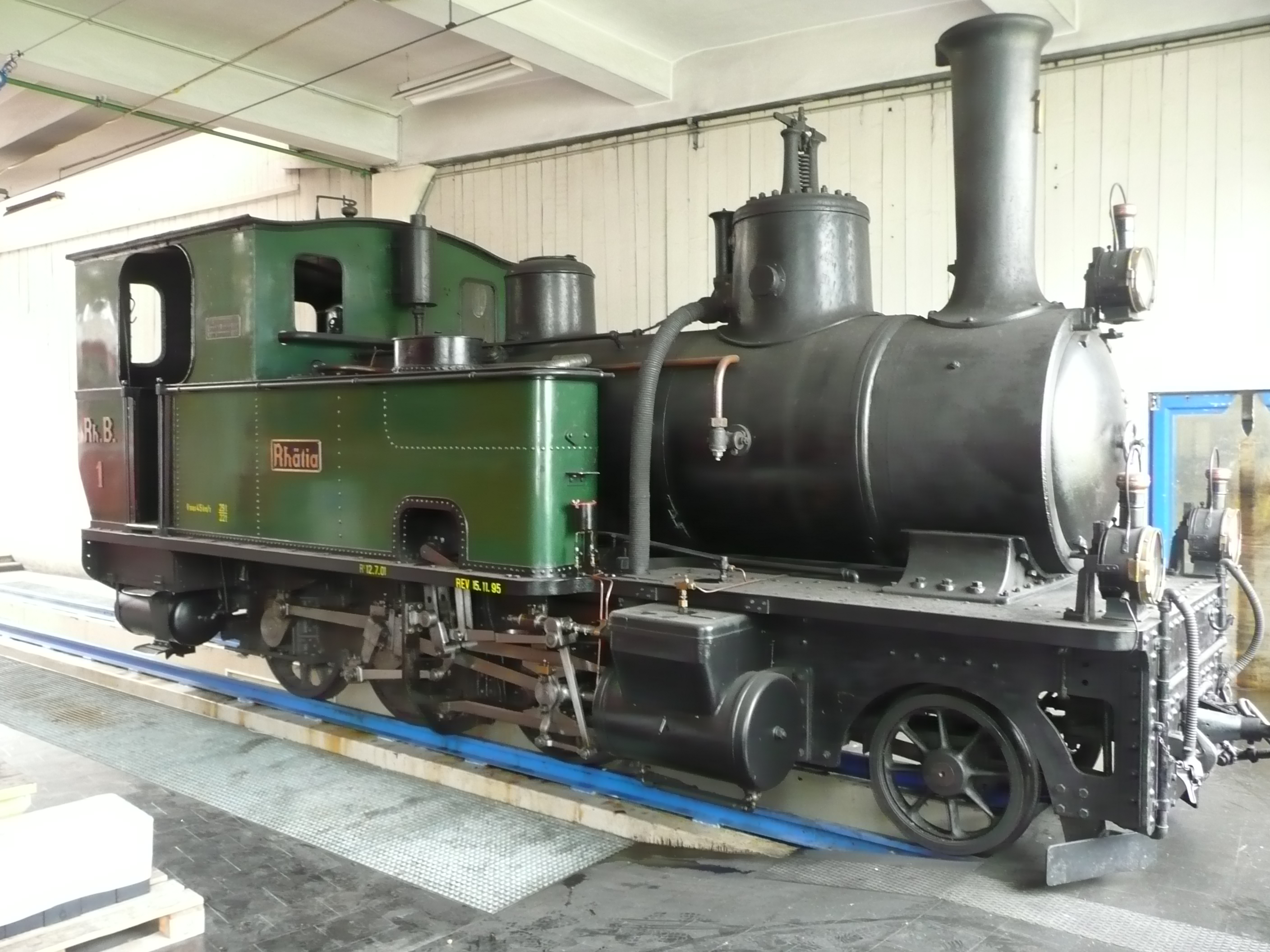
De eerste locomotief van de Rhätische Bahn. Herkenbaar aan de Nummer "1" op de schoorsteen

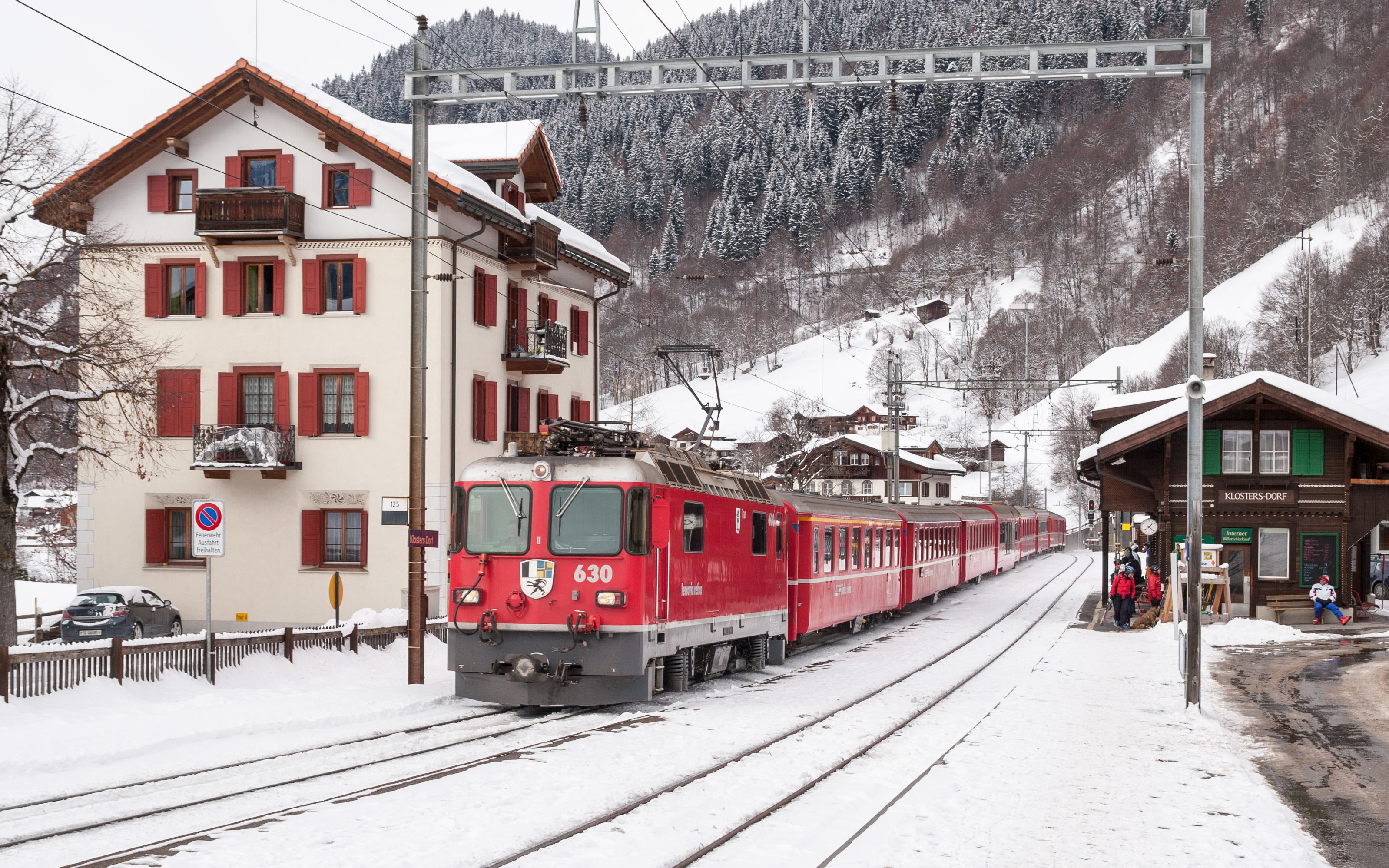
Een trein getrokken door een locomotief van het type RhB Ge 4/4 II, die sinds 1973 in gebruik zijn, op het station Klosters Dorf. Rechts is een typisch stationsgebouw te zien waarvan er in de begintijd vele zijn gebouwd. Bovenin woonde de stationschef met het gezin.

De Scaletta-tunnel zou ruim 7,5 kilometer lang worden en in het Val Susauna weer in de buitenlucht tevoorschijn te komen. Door het Val Susauna daalt de lijn naar het Engadin wederom met 45‰. In het station Capella zou de spoorlijn de plek bereiken waar tegenwoordig de spoorlijn naar Scuol ligt.
Holsboer wilde meer en begon een project voor de aanleg van een lijn van Chur, de hoofdstad van het kanton, naar Thusis. De aanleg van de lijn begon in 1894. In hetzelfde jaar werd een lijn door het vlakke Rijndal aangelegd die Landquart met Chur verbond.
In 1895 werd de spoorwegmaatschappij hernoemd in Rhätische Bahn. De naam was een verwijzing naar het kanton Rätien dat in 1803 hernoemd was naar Graubünden. Deze oude naam is weer een verwijzing naar de volkeren in en rond de Alpen die door de Romeinen de Raeti werden genoemd. Met de naamsverandering sprak Willem Jan Holsboer de ambitie uit om in heel Graubünden een netwerk van spoorwegen te exploiteren. Er kwamen plannen voor meer lijnen: van Reichenau (op de lijn Chur – Thusis) naar Ilanz (geopend in 1903) en de Albula-lijn van Thusis naar St. Moritz in het Engadin-dal (geopend in 1903 t/m Celerina en in 1904 t/m St. Moritz).  Met name Thusis – St. Moritz was een lastige lijn om aan te leggen vanwege de grote hoogteverschillen. De lijnen Chur – Thusis en Thusis – St. Moritz vormen samen de hoofdverbinding van de RhB en worden aangeduid met Albulabahn.
Later werd een korte lijn aangelegd die Davos verbond met Filisur op de Albulabahn. Ook werd de lijn naar Ilanz verlengd tot Disentis. Er kwamen plannen voor een lijn van St. Moritz naar Oostenrijk, maar deze lijn is nooit verder aangelegd dan Scuol.
De jongste lijn van de RhB is de Vereinalijn tussen Klosters (op de lijn Landquart – Davos) naar Sagliains. Het grootste gedeelte van de lijn, die in 1999 geopend is, ligt in de negentien kilometer lange Vereinatunnel.

## Gefuseerde maatschappijen
Een aantal lijnen is aangelegd door andere maatschappijen:
- Ferrovia Bellinzona-Mesocco, er waren plannen voor een spoorlijn van Bellinzona (kanton Ticino) naar Thusis. Een eerste gedeelte hiervan, Bellinzona – Messocco werd geopend in 1907. De exploitant hiervan fuseerde met de RhB in 1942, het passagiersvervoer op deze lijn verdween in 1979 en het goederen vervoer werd in 2003 stopgezet.
- Bernina-Bahn (BB), St. Moritz – Tirano (Italië) deze is geopend in 1910 en fuseerde met de RhB in 1950. Deze lijn bereikt het hoogste punt van de RhB bij de Berninapas op 2253 meter.
- Chur–Arosa-Bahn (ChA), Chur – Arosa deze werd geopend in 1914 en fuseerde in 1950 met de RhB.

## Trajecten

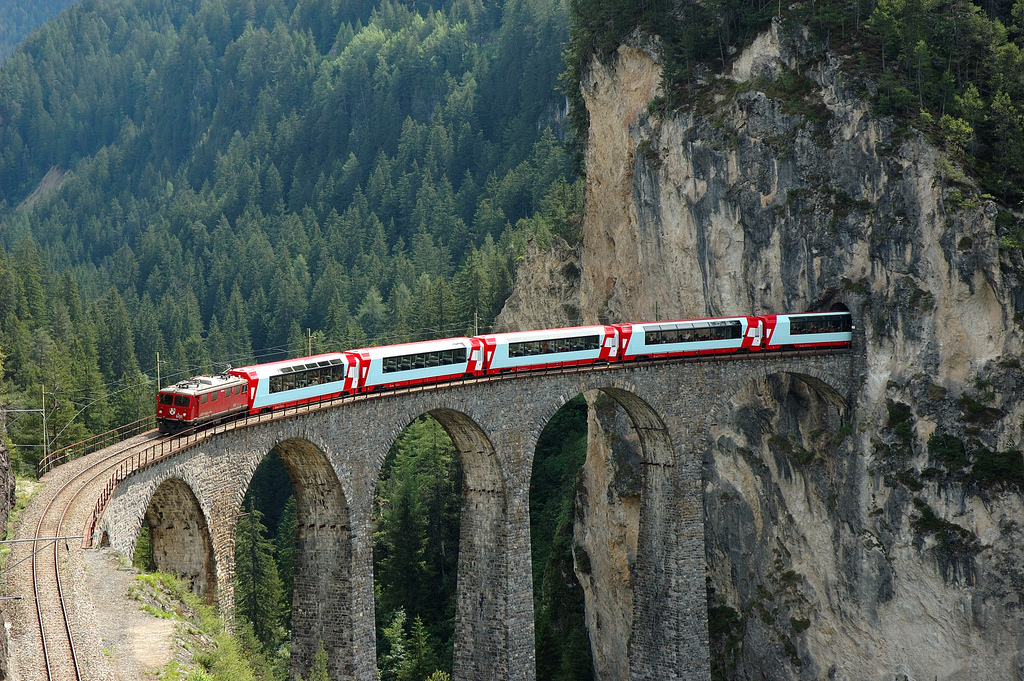
De Glacier Express gaat over het Landwasserviaduct

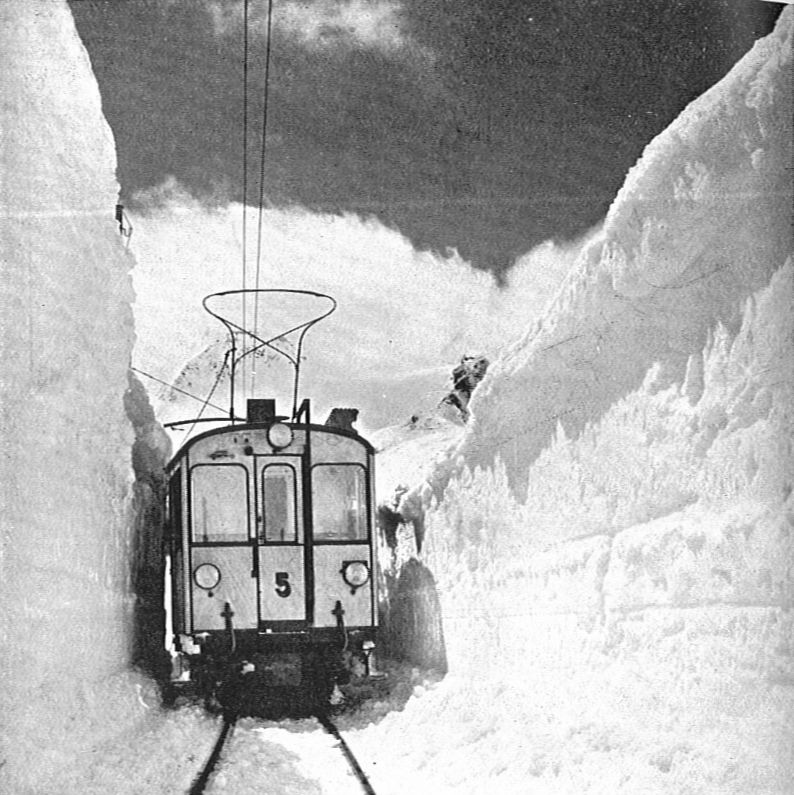
Winter 1928: Een RhB ABe 4/4 I rijdt over een sneeuwvrij gemaakt spoor van de Bernina-Bahn. Dit type trein wordt voor toeristische ritten nog steeds ingezet op dit traject.

De RhB bestaat uit de volgende trajecten:
- Landquart – Davos: Dit is de oudste route van de RhB. Het eerste deel werd reeds geopend in 1889. Het eerste deel van de route volgt de Landquartrivier. Vervolgens gaat deze over de Sunnibergbrücke en door een keertunnel. Daarna volgt het hoogste punt langs het station Davos Wolfgang op 1.625 meter en vervolgens langs het meer van Davos. De route loopt door verschillende bossen.
- Landquart – Thusis: Deze lijn loopt via de kantonhoofdstad Chur en verbindt Landquart – Davos met de Albulabahn.
- De Albulabahn verbindt Thusis met het wintersportoord Sankt Moritz. Deze 63 kilometer lange spoorlijn is het meest spectaculair en loopt o.a. over het Landwasserviaduct. Ook de toeristische Glacier Express volgt deze route evenals de rechtstreekse verbinding Chur-Sankt Moritz.
- Reichenau-Tamins - Disentis maakt de verbinding met de Furka-Oberalp-Bahn.
- De Berninabahn van Sankt Moritz naar Tirano behoort tot het Werelderfgoed en loopt van Sankt Moritz via Pontresina naar het Italiaanse Tirano. De route loopt door de Berninapas,  langs de Morteratschgletsjer, het spiraalviaduct van Brusio en het Lago Bianco. Ook deze route is een belangrijke toeristische route.
- Chur – Arosa: Deze begint in de stad Chur als tramlijn, loopt vervolgens de bergen in en over het Langwieser Viaduct.
- Pontresina – Scuol-Tarasp
- Bellinzona – Mesocco
- Vereinatunnel: Dit is het nieuwste traject van de RhB en wordt ook gebruikt door automobilisten die hun auto met de trein door de tunnel laten rijden. Met 19 kilometer is het de langste smalspoortunnel van Europa.

## Lijnennet
Hoewel de spoorlijnen een regionaal karakter hebben is de RhB van groot belang voor de ontsluiting van deze onherbergzame regio: veel bergwegen zijn gesloten in de winter en sneeuw maakt autorijden vaak lastig. Daarnaast speelt de RhB een belangrijke rol in het vervoer van toeristen naar populaire bestemmingen zoals Davos en St. Moritz. De RhB is hierbij niet alleen een vervoermiddel maar is zelf ook een toeristenattractie: de maatschappij exploiteert verschillende “sightseeing”-treinen met panoramarijtuigen zoals de beroemde Glacier Express Sankt Moritz – Zermatt, die samen met de Matterhorn Gotthard Bahn (MGB) wordt geëxploiteerd.
Ook het vervoer van goederen naar afgelegen plaatsen is een belangrijke bron van inkomsten voor de spoorwegmaatschappij. Ten slotte vervoert de RhB ook auto’s op de autotreinen door de Vereina-, en vanaf 2022 ook door de Albulatunnel.
De RhB exploiteert vanaf 1 september 2019 de reguliere treinlijnen:
- Regiolijn/Interregionale lijn: Chur – St. Moritz
- Regiolijn/Regio Express: Disentis/Mustér – Chur – Klosters – Scuol-Tarasp door de Vereinatunnel
- Regiolijn/Regio Express: Landquart – Klosters – Davos Platz
- Regio Express: Landquart - St. Moritz
- Regiolijn: Chur – Arosa
- Regiolijn: St. Moritz – Tirano (Italië)
- Regiolijn: Davos Platz – Filisur
- Regiolijn: Pontresina – Samedan – Scuol-Tarasp
- Stoptrein: Chur – Rhäzüns – Thusis
- Stoptrein: Schiers – Landquart – Chur - Rhäzüns

## Techniek

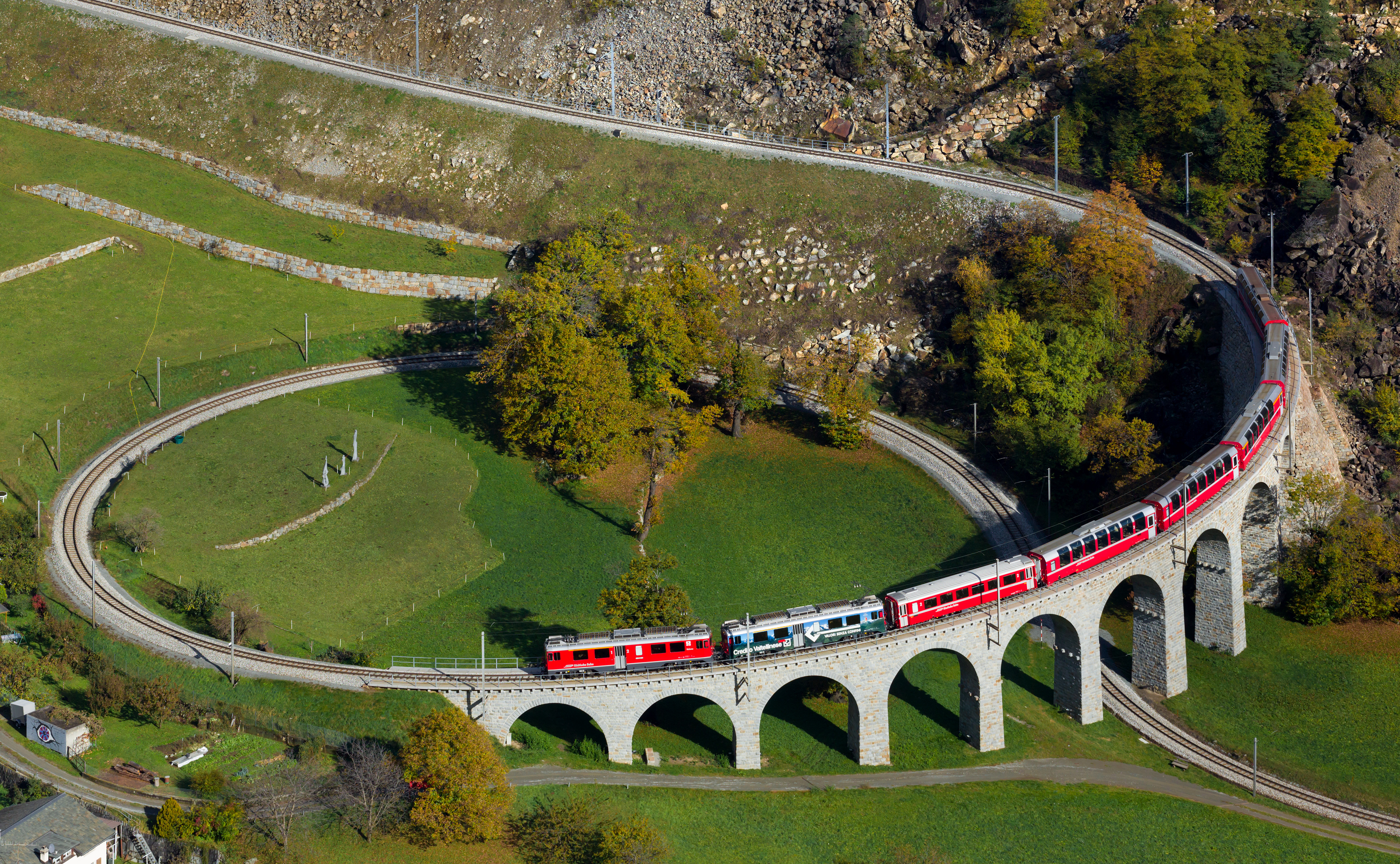
Het spiraalviaduct van Brusio

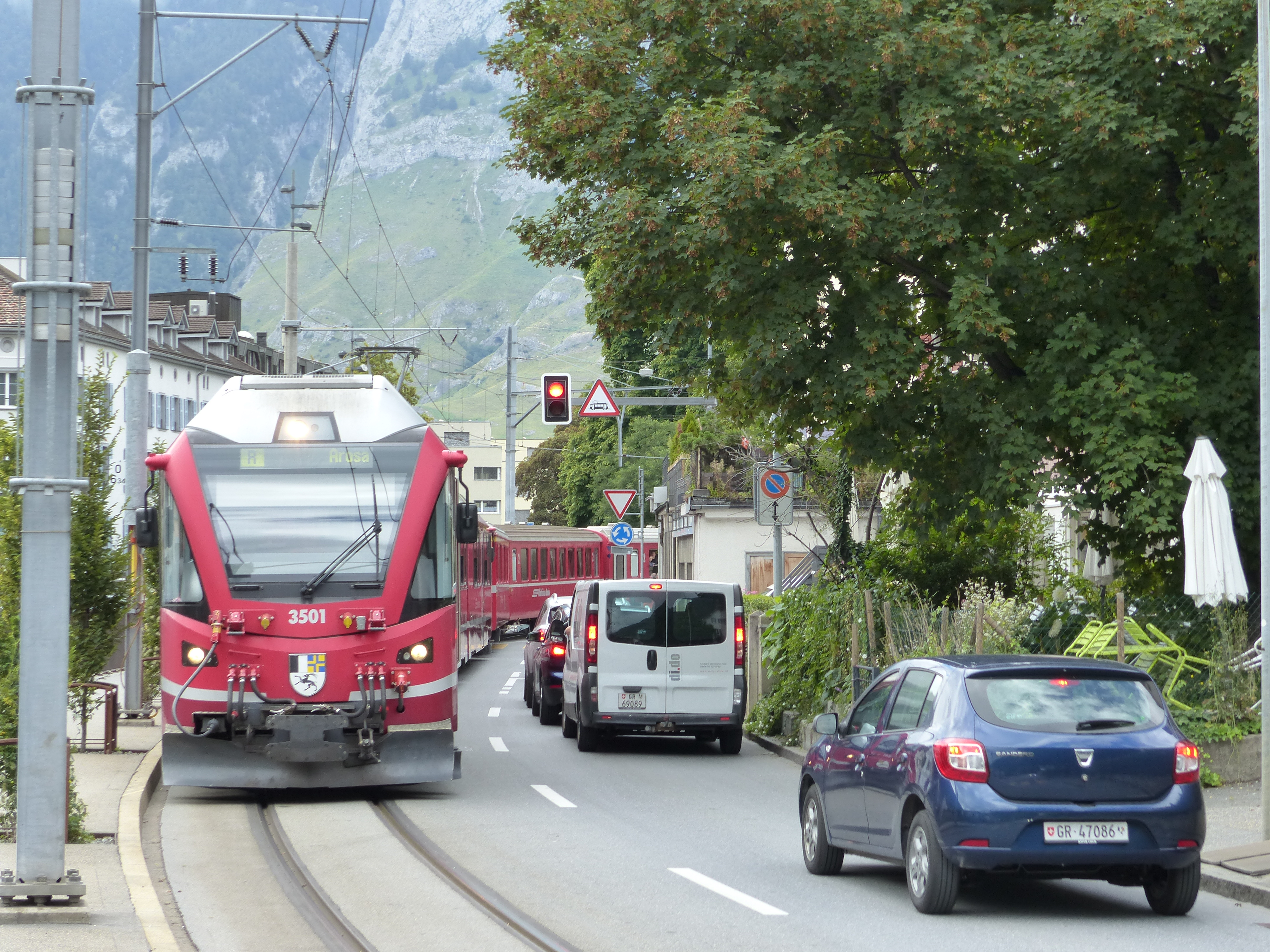
De trein van Chur naar Arosa (hier van het type RhB ABe 8/12) fungeert in de stad Chur ook als tram.

Vanwege het bergachtige gebied heeft men voor de aanleg gekozen voor het gebruik van smalspoor. Met smalspoor (spoorwijdte van 1000 mm) kunnen scherpere bochten gemaakt worden dan met normaalspoor (1435 mm) waardoor het traject makkelijker aan het landschap aan te passen is wat de aanleg goedkoper maakte. Deze oplossing is overigens op meer plaatsen in Zwitserland toegepast, waaronder ook de Matterhorn Gotthard Bahn (MGB). Deze maatschappij sluit in Disentis aan op het netwerk van de RhB, waardoor treinen door kunnen rijden op beide netwerken. Ondanks het gebruik van smalspoor waren toch de nodige bogen, tunnels,bruggen en keertunnels nodig waar de RhB bekend om is geworden.
In tegenstelling tot andere berglijnen is op de RhB geen tandrad te vinden, waardoor het hellingpercentage beperkt moet blijven. Dit betekent dat er geleidelijk gestegen moet worden. In de Albulabahn zijn daarom verschillende keertunnels te vinden, waarin de trein in de berg een stijgende cirkel beschrijft.
De Bernina-Bahn kent van oudsher niet alleen een andere rijspanning, maar ook steilere hellingen en kleinere boogstralen dan de rest van het netwerk, het zogenaamde Stamnetz. Hierdoor kan veel materieel van het Stamnetz niet op de Bernina-Bahn rijden.
Zowel de Arosabahn als de Bernina-Bahn kennen diverse stukken straatspoor, waarbij de trein als een tram, maar dan zonder haltes, door de straten rijdt. Deze lijnen hebben dan ook meer het karakter van een lokaalspoorlijn.

## Elektrificatie
Het zogenaamde Stamnetz is tussen 1913 en 1922 geëlektrificeerd met 11.000 volt, 16 2/3 Hz wisselspanning. Door de toepassing van deze spanning kon men de Engadin locomotieven voorzien van luchtgekoelde transformatoren in plaats van de bij 15.000 volt noodzakelijke zwaardere oliegekoelde transformatoren. Deze zouden het gewicht van een locomotief behoorlijk hoger maken dan tot dusverre gebruikelijk was.
De Ferrovia Bellinzona-Mesocco had vanaf het begin in 1907 elektrische tractie met 1500 volt gelijkspanning. De Bernina-Bahn had vanaf het begin in 1910 elektrische tractie met 750 volt gelijkspanning; in het jaar 1935 is deze verhoogd tot 1000 volt gelijkspanning. De Arosabahn had vanaf het begin in 1914 elektrische tractie met 2400 volt gelijkspanning. In 1997 is dit veranderd in 11.000 volt wisselspanning, 16 2/3 Hz.

## Materieel

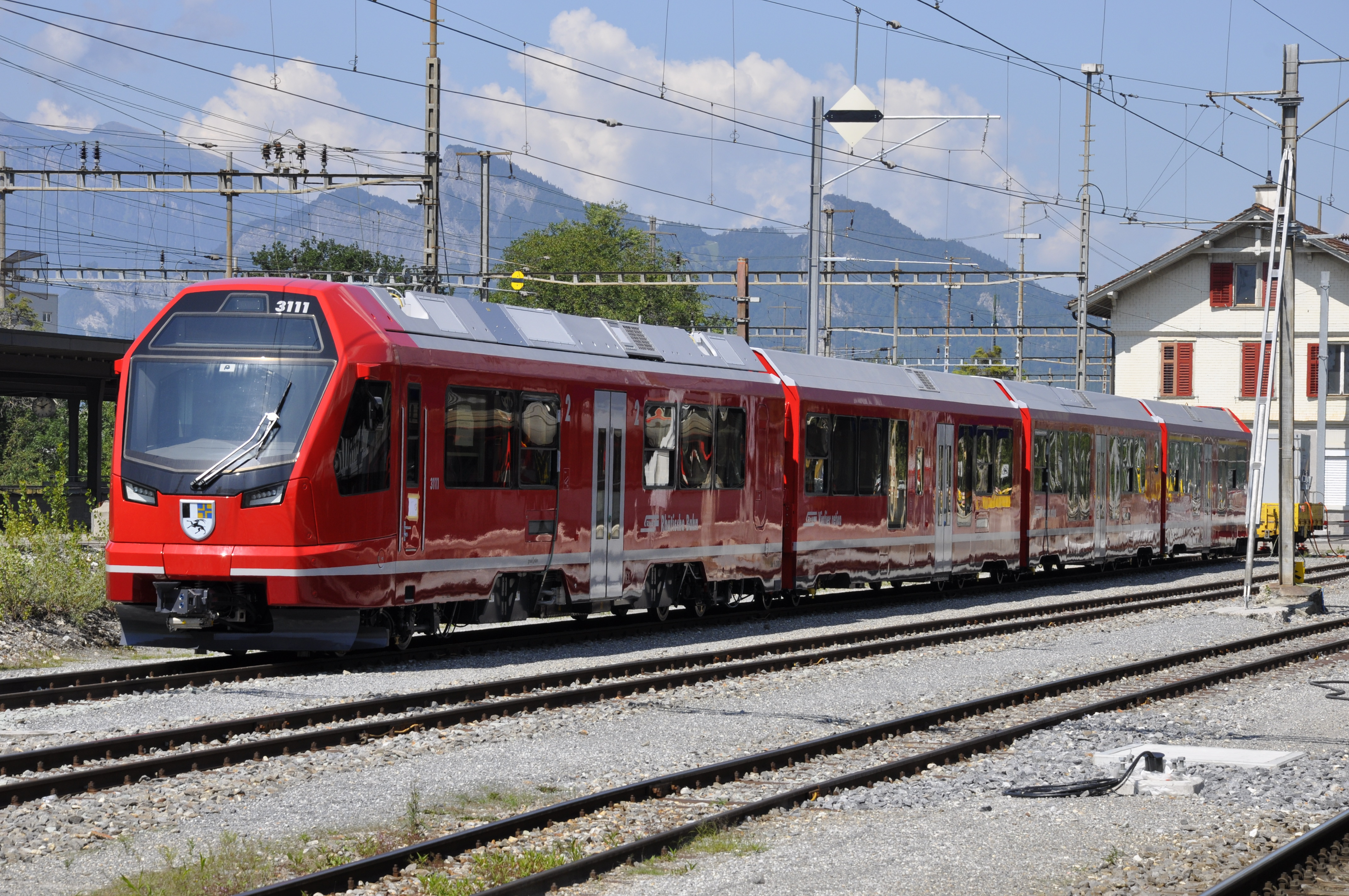
Een van de Capricorn-treinstellen die sinds 2020 worden ingezet door de RhB

De RhB beschikt over elektrische en diesellocomotieven en treinstellen waarvan een aantal ook wagons kan trekken. De meeste treinen bestaan uit een elektrische locomotief met personenrijtuigen en eventueel goederenwagons. De stoptreinen Thusis – Chur – Schiers bestaan uit treinstellen en de Bernina-Bahn wordt hoofdzakelijk met motorrijtuigen (dit zijn eendelige treinstellen) geëxploiteerd. Motorrijtuigen kunnen ook goederenwagens meevoeren, wat op deze lijn vaak voorkomt. Sinds 2020 worden geleidelijk 56 treinstellen van het type Capricorn in gebruik genomen.
De RhB maakt gebruik van het volgende materieel:
- Diesellocomotieven, bedoeld voor goederenvervoer en rangeren zijn van de typen RhB Gm 3/3 (tot 2021), RhB Gm 4/4, RhB Gmf 4/4 en RhB Gmf 4/4 II.
- Elektrische locomotieven van de typen BB Ge 2/2 (sinds 1911), RhB Ge 3/3, RhB Ge 4/4 I (601-610), (611-633), (641-652), (701-707), RhB Geaf 2/2 en RhB Gem 4/4.
- Treinstellen van de typen RhB ABe 4/4 II, RhB ABe 4/4 III, Allegra (4/16), Allegra (8/12), Capricorn en Alvra.

Daarnaast beschikt de maatschappij over Sneeuwfreeswagens om het spoor vrij van sneeuw te maken, zoals de RhB Xrot d.

## Recordpoging
Op 29 oktober 2022 vond, als onderdeel van de viering van het 175-jarig bestaan van de RhB een geslaagde poging plaats om de langste personentrein ter wereld te laten rijden. De trein bestond uit 25 aaneen gekoppelde treinstellen van het type Capricorn en had daardoor een totale lengte van 1910 meter. Het af te leggen traject liep over 25 kilometer van Preda naar Bergün, en op het Landwasserviaduct werd het wereldrecord gevestigd. De maximumsnelheid waarmee gereden werd bedroeg 30 km/h en de gemiddelde snelheid bedroeg 20 km/h. Dat was omdat de gekoppelde treinstellen niet door 1 treinstel bestuurd kon worden: de trein bestond uit 4 delen met elk een machinist. De machinisten communiceerden met elkaar via veldtelefoons om ervoor te zorgen dat ze tegelijk optrokken en remden.
 Het vorige record lag sinds 1991 in handen van de Belgische spoorwegen met een treinlengte van 1700 meter.

## Afbeeldingen

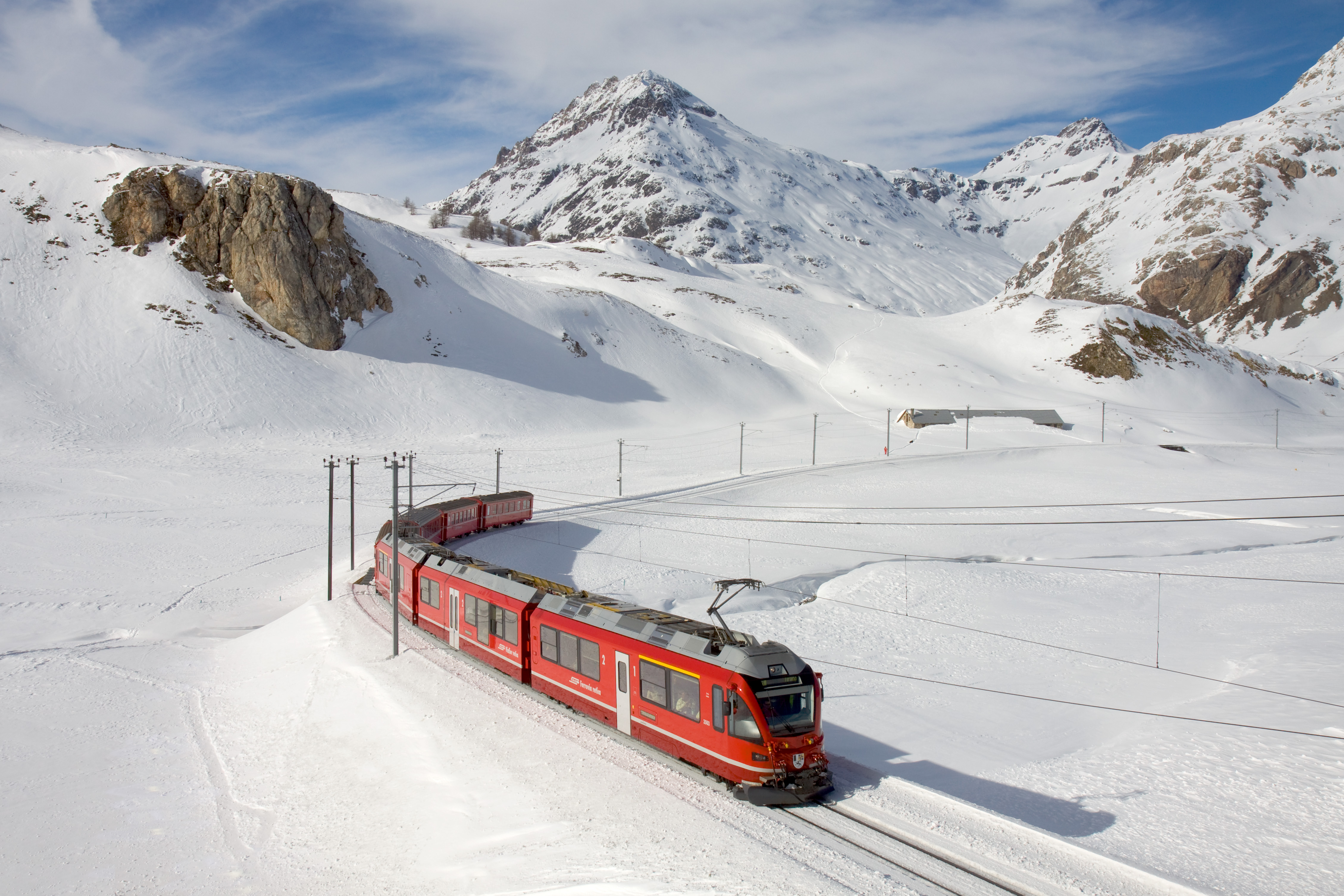
Een treinstel van het type RhB ABe 8/12 op de Berninabahn.
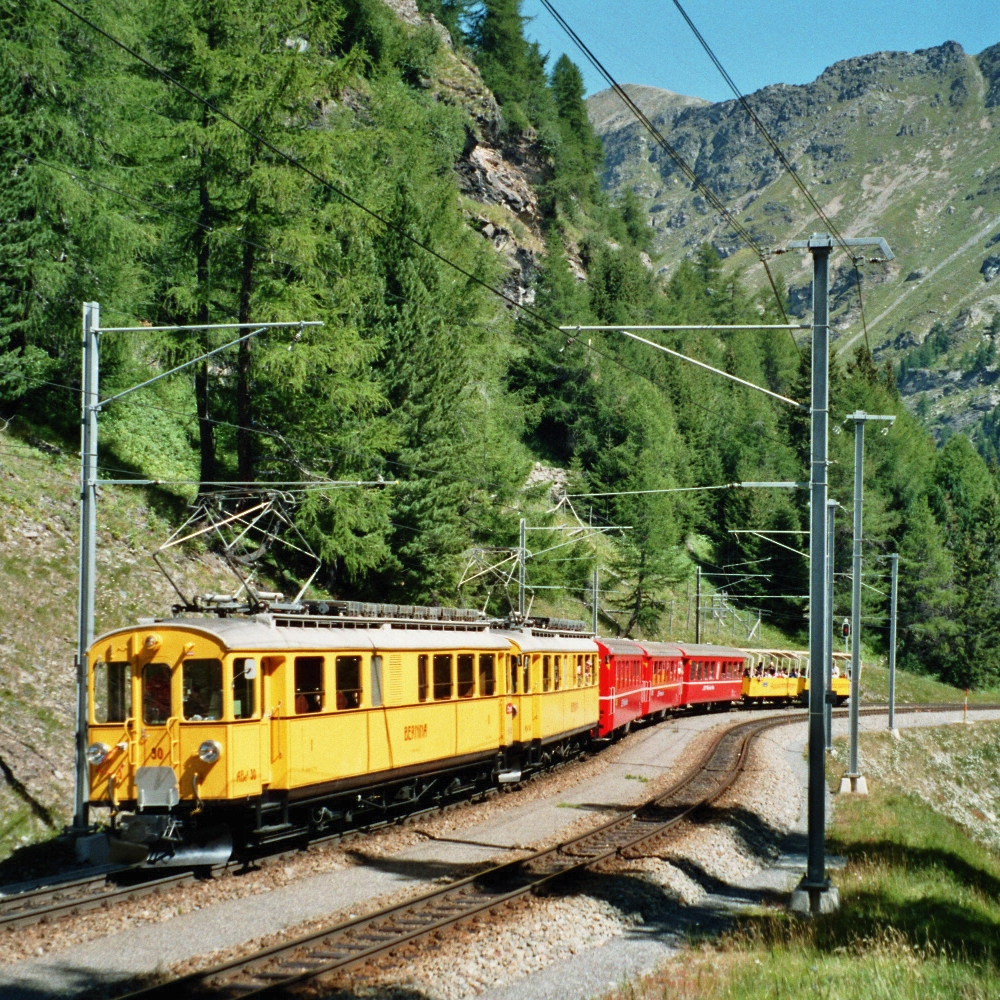
Een historische RhB ABe 4/4 I maakt een toeristische tocht over de Berninabahn. Achteraan zijn open rijtuigen te zien.
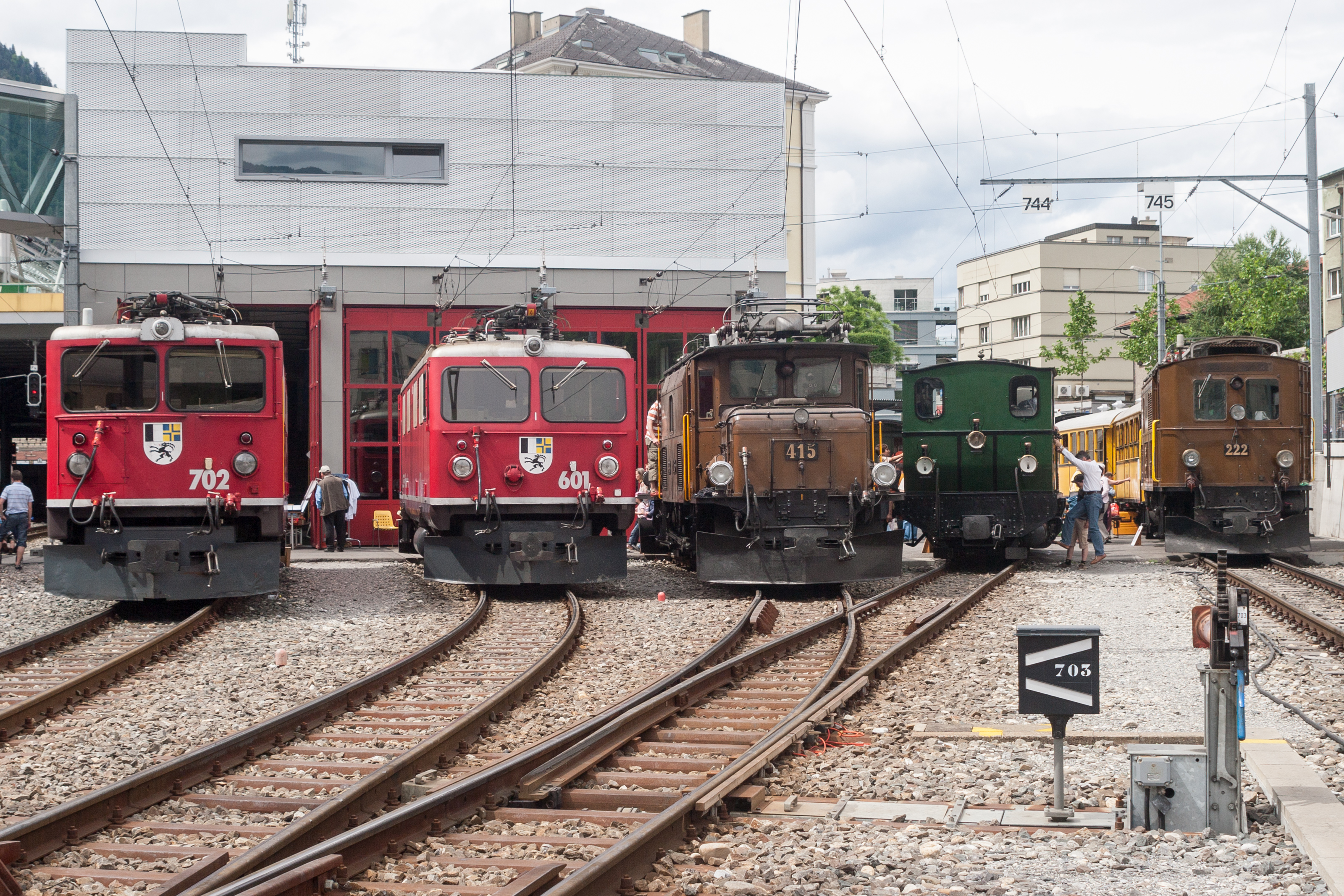
Verschillende (historische) locomotieven van de RhB, van de typen Ge 6/6 II, Ge 4/4 I, Ge 6/6 I, G 3/4 "Rhaetia" en Ge 2/4.
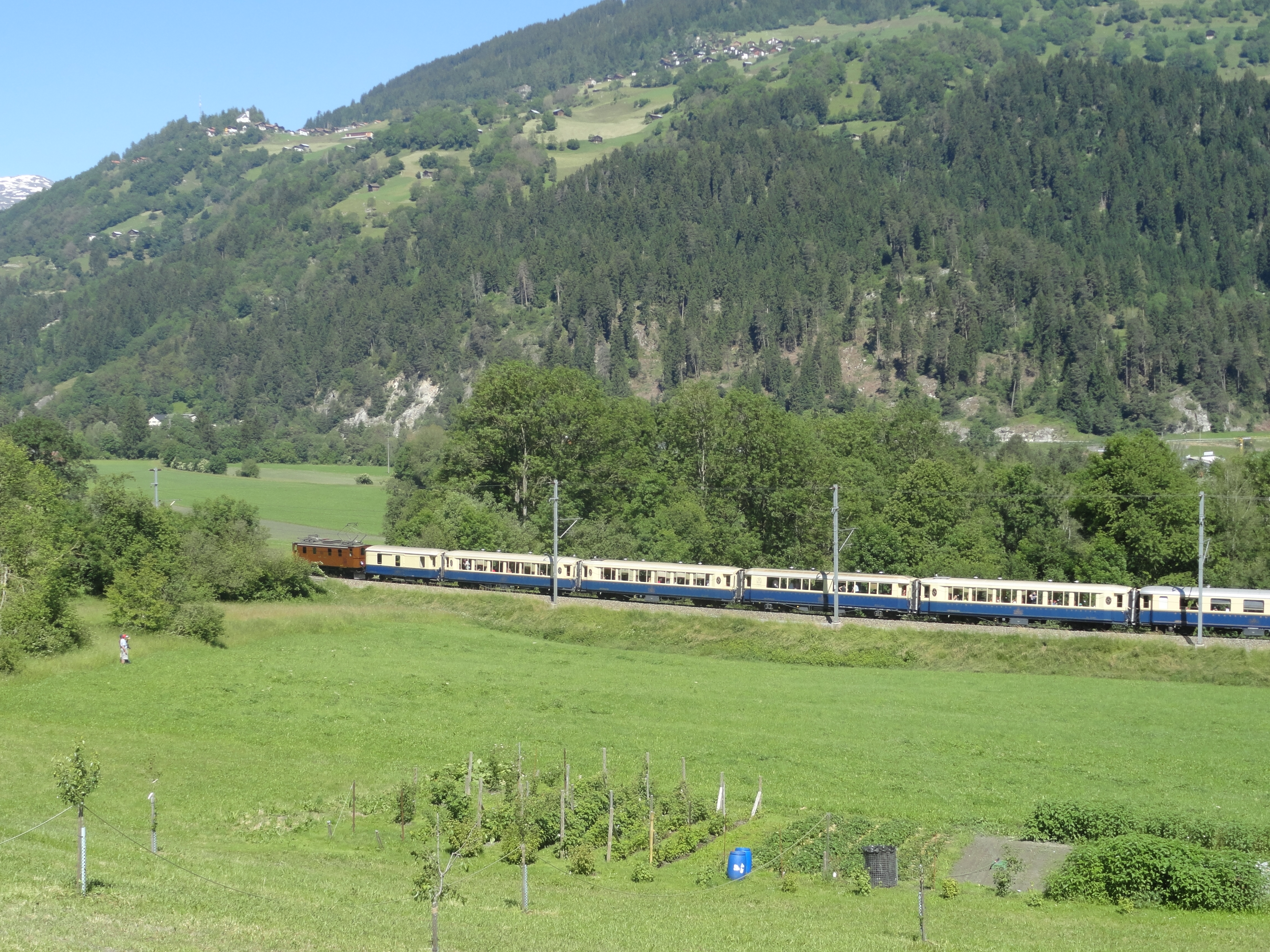
Pullmanrijtuigen getrokken door een historische RhB Ge 4/6-locomotief.
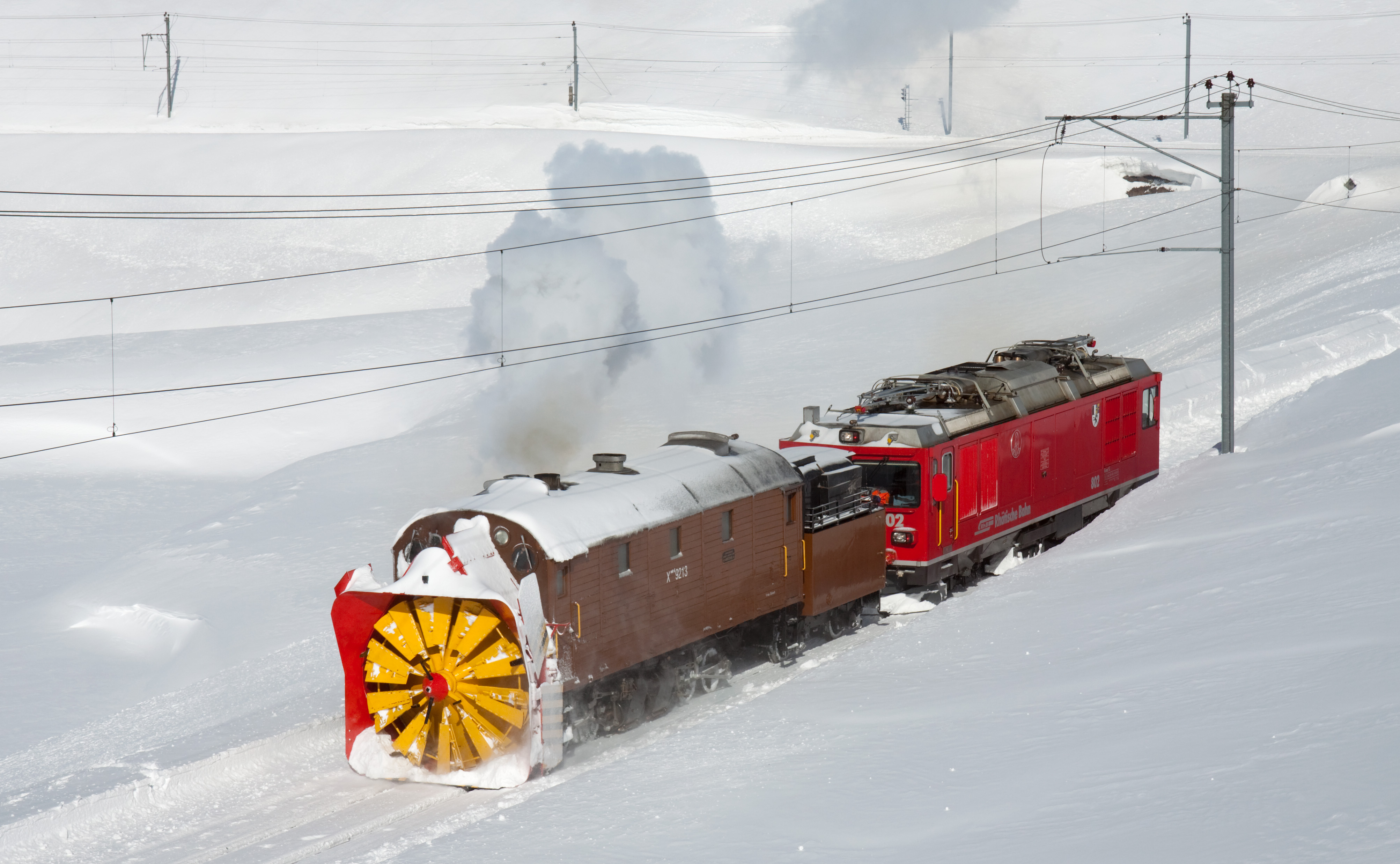
Een voertuig om de rails sneeuwvrij te maken
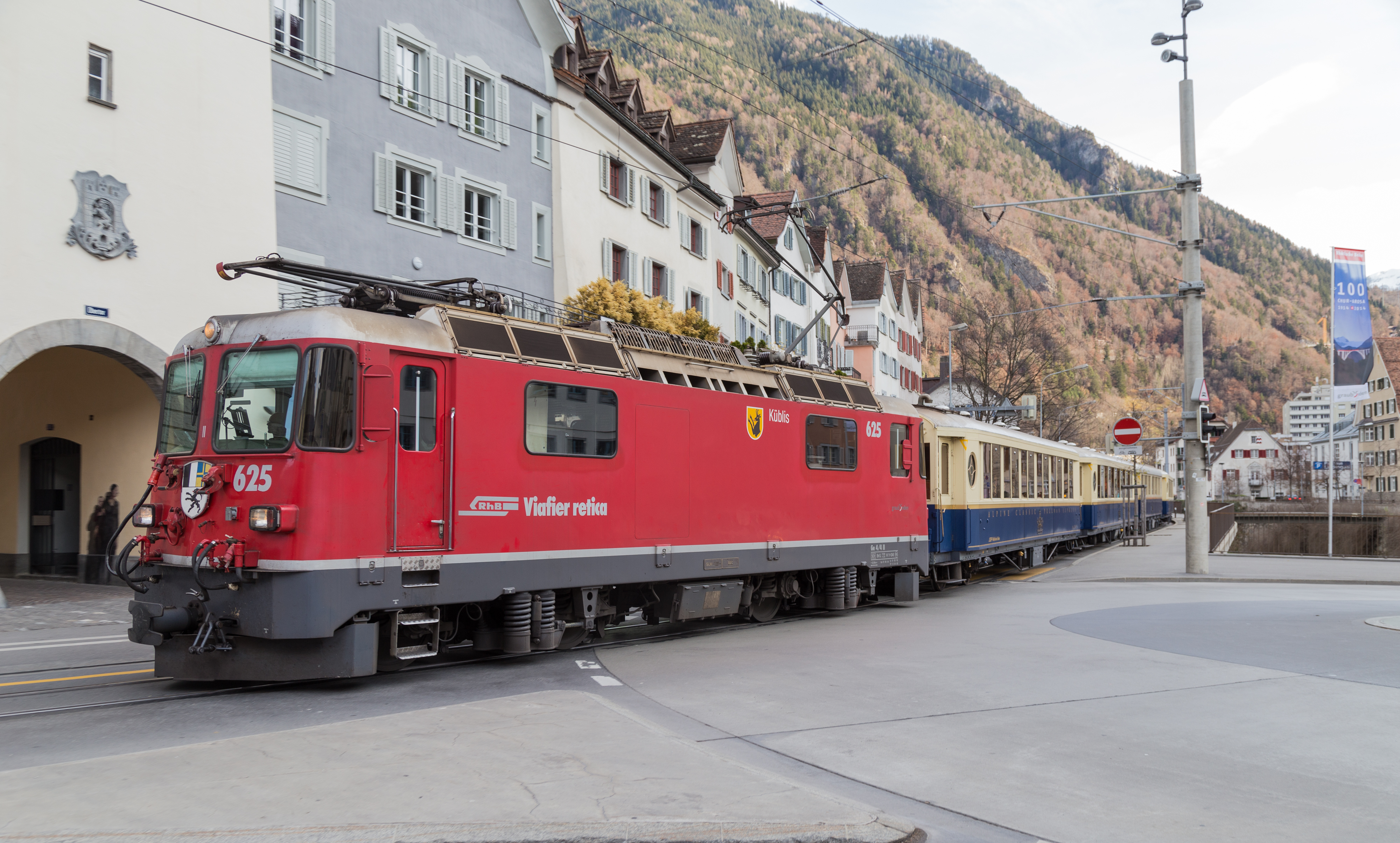
Een trein met Pullmannrijtuigen rijdt door de straten van Chur over de Arosabahn.
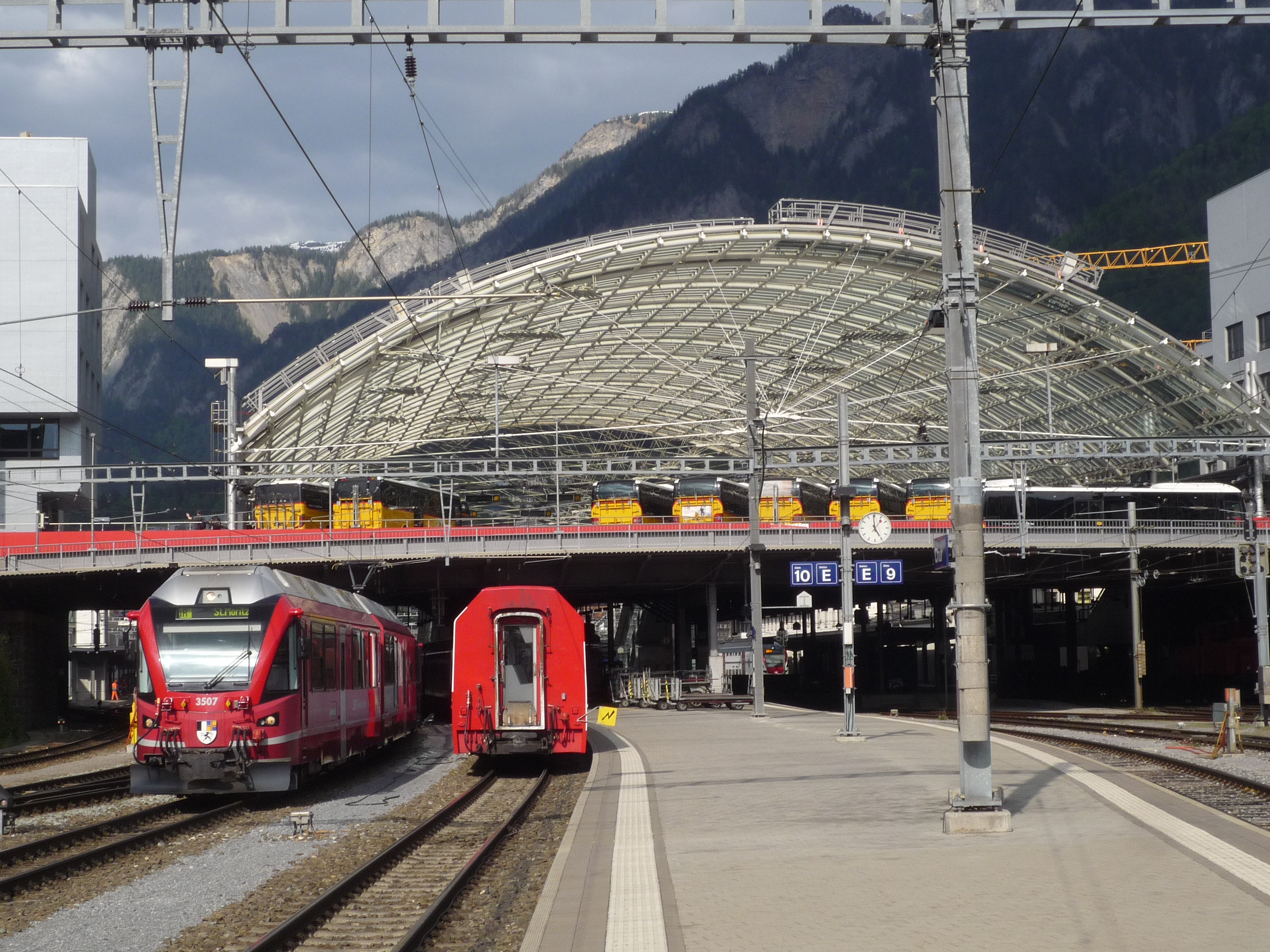
Het station van Chur.
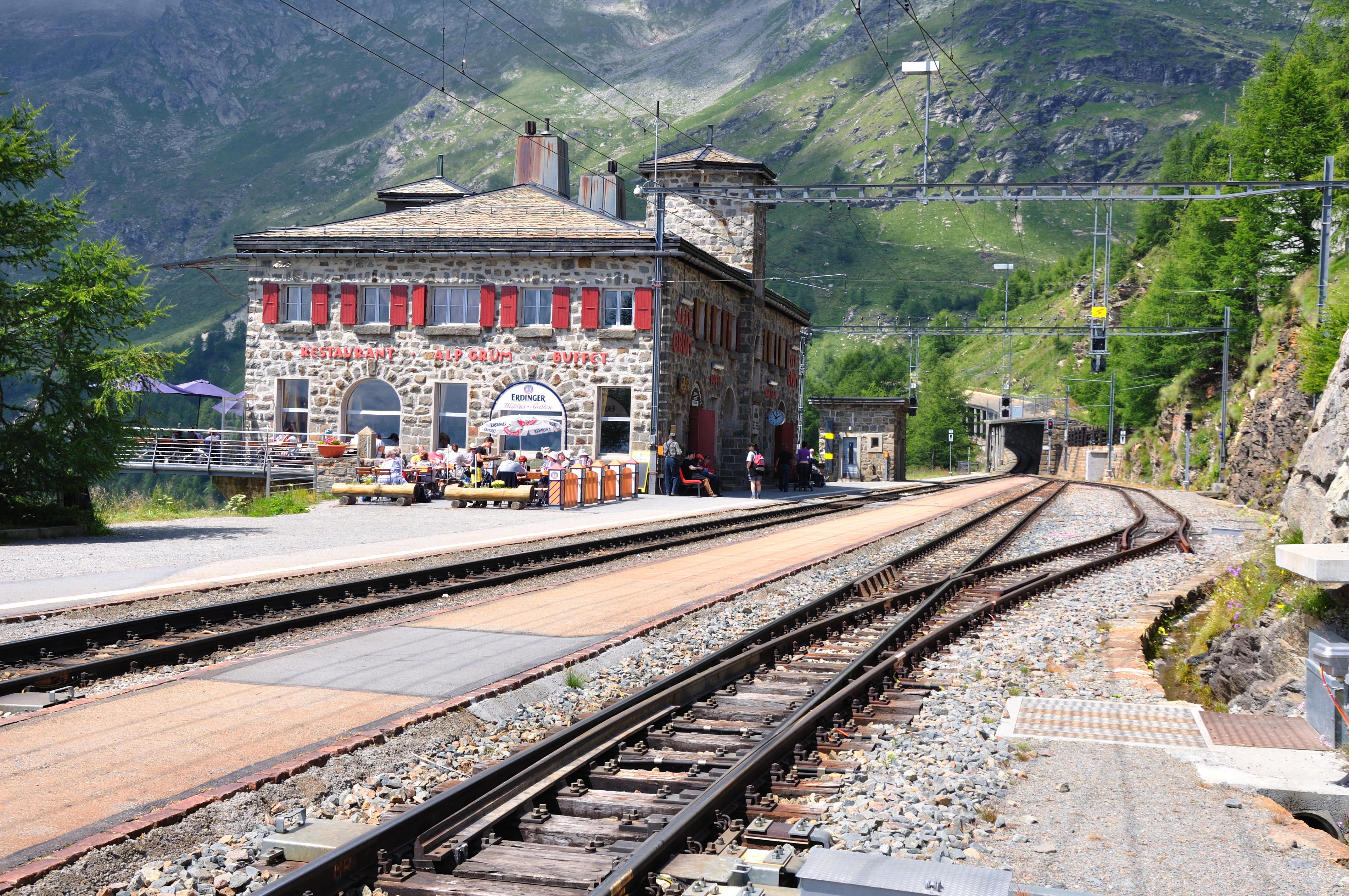
Het station Alp Grüm op de Berninabahn. Het is tevens een wisselplaats waar treinen elkaar kunnen passeren. Het terras biedt een mooi uitzicht op het Valposchiavodal.
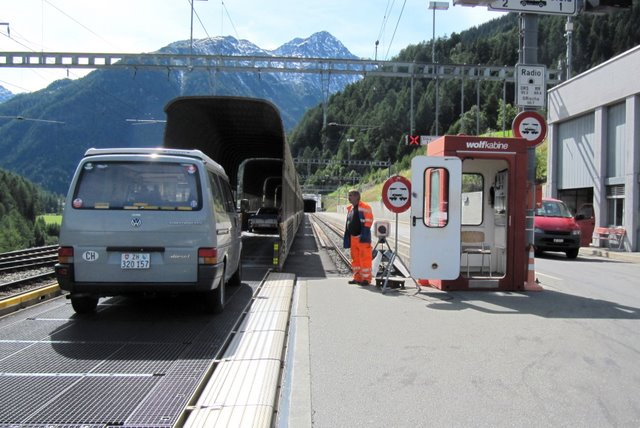
Auto’s worden op de trein gezet om door de Vereinatunnel te reizen